# Santuario di Ercole Curino
Il santuario di Ercole Curino è un sito archeologico statale gestito dalla Direzione generale per i beni archeologici che si trova a Sulmona in località Badia, sulle montagne del Morrone tra l'abbazia di Santo Spirito dei Celestini e l'eremo di Celestino V.

## Storia
Gli scavi, iniziati nel 1957, avevano fatto inizialmente supporre la presenza della villa di Ovidio, originario proprio di  Sulmo, ma rivelarono poi il sito di un santuario italico, dedicato a Ercole come dimostrano il tipo di materiale votivo rinvenuto e le iscrizioni di dedica. L'epiteto di Curinus o Quirinus era dato anche a altre divinità, come il Giove Quirinus di Superaequum e venne dato in epoca repubblicana. I Romani legavano infatti l'epiteto "Quirinus" con Romolo divinizzato, simbolo dell'unità delle comunità protostoriche che formarono il primitivo insediamento di Roma (Quirinus sarebbe infatti all'origine di curia).
Un ampliamento del santuario risale a dopo la fine della guerra sociale (89 a.C.), quando venne ingrandito passando da struttura di carattere locale a grande santuario su terrazze simile al santuario della Fortuna Primigenia a Palestrina o al santuario di Ercole Vincitore a Tivoli, sorti nello stesso periodo.
La parte superiore del santuario venne sepolta da una frana antica verso il II secolo d.C.; la frequentazione del sito però non si interruppe del tutto, come testimonia l'innesto di una chiesa in epoca cristiana, a ridosso della scalea meridionale.

## Descrizione
La grande scalea meridionale poteva essere un ingresso monumentale, forse usato anche come luogo di riunione per le assemblee locali, sotto la protezione del dio "Curino"

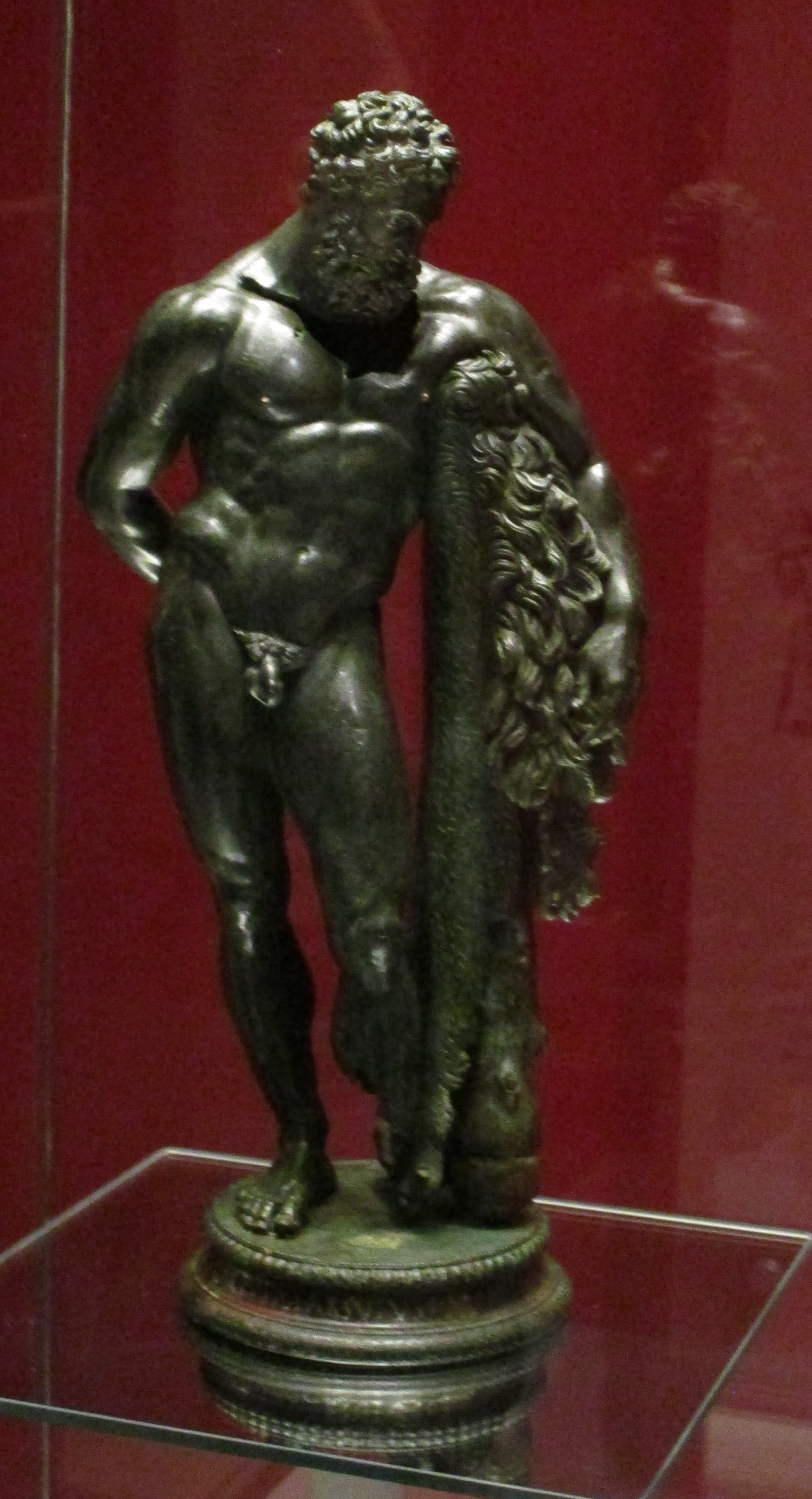
Il bronzo di Ercole Curino, conservato nel Museo archeologico nazionale d'Abruzzo a Chieti

I due terrazzamenti del santuario sono stati realizzati in epoche diverse: quello inferiore è più recente, in opus caementicium con un grandioso podio (71 metri di lunghezza) che ospita 14 ambienti coperti da volte a botte; quello superiore, presillano, era chiuso su tre lati da un portico colonnato (restano alcune basi).
L'altare, inusitatamente ricoperto da lastre di bronzo, e il piccolo sacello della divinità si trovavano al centro della terrazza superiore. Dal sacello provengono i reperti più importanti del complesso, quali due statue di culto di Ercole, una di bronzo (al Museo archeologico di Chieti) e una marmorea, oltre a una colonnina con 12 versi graffiti, attribuiti a Ovidio.

## Galleria d'immagini

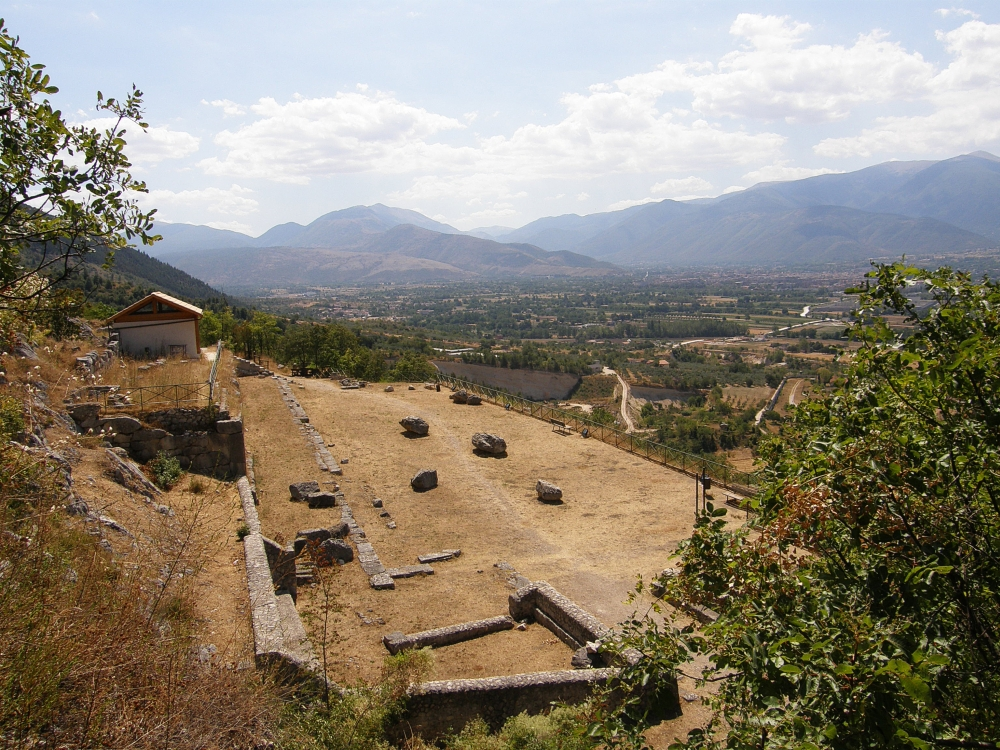
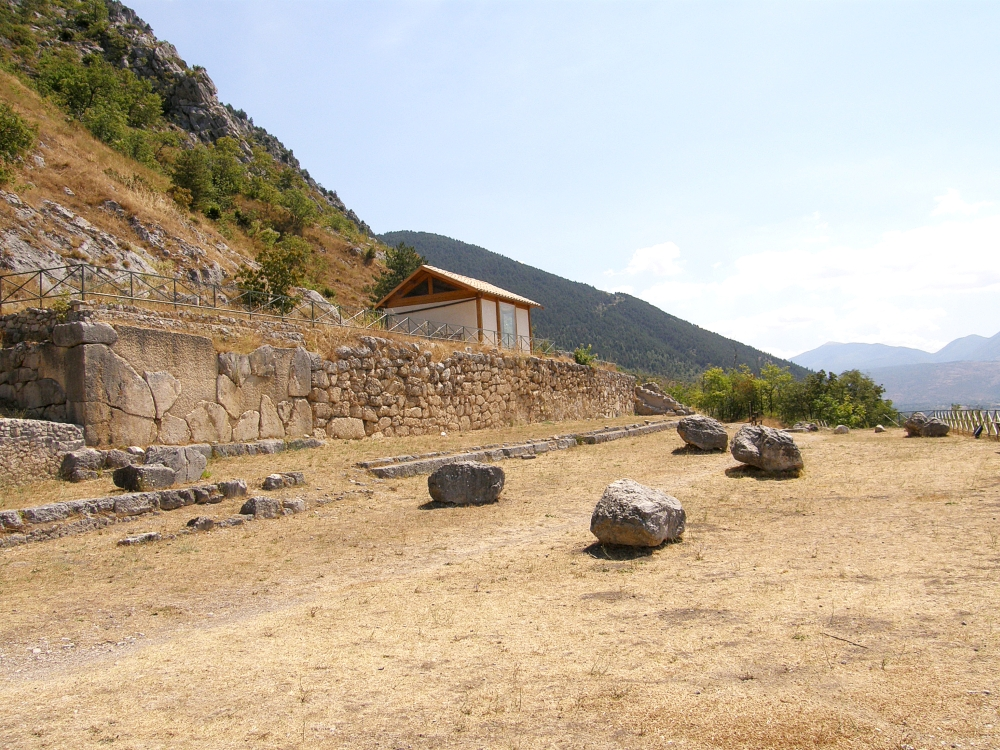
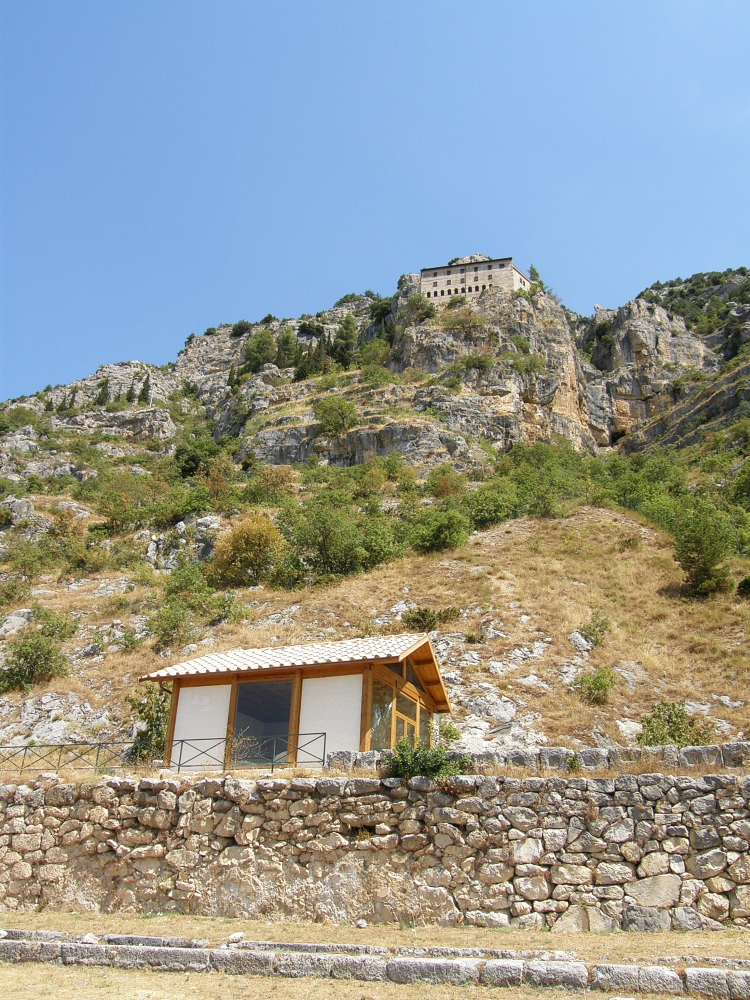
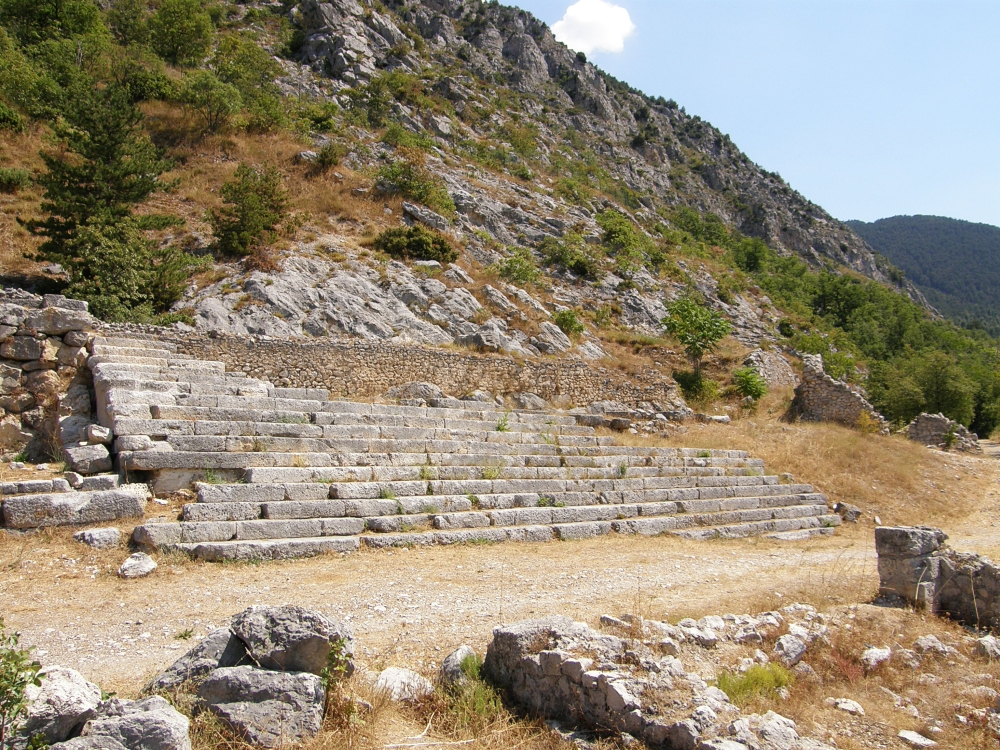
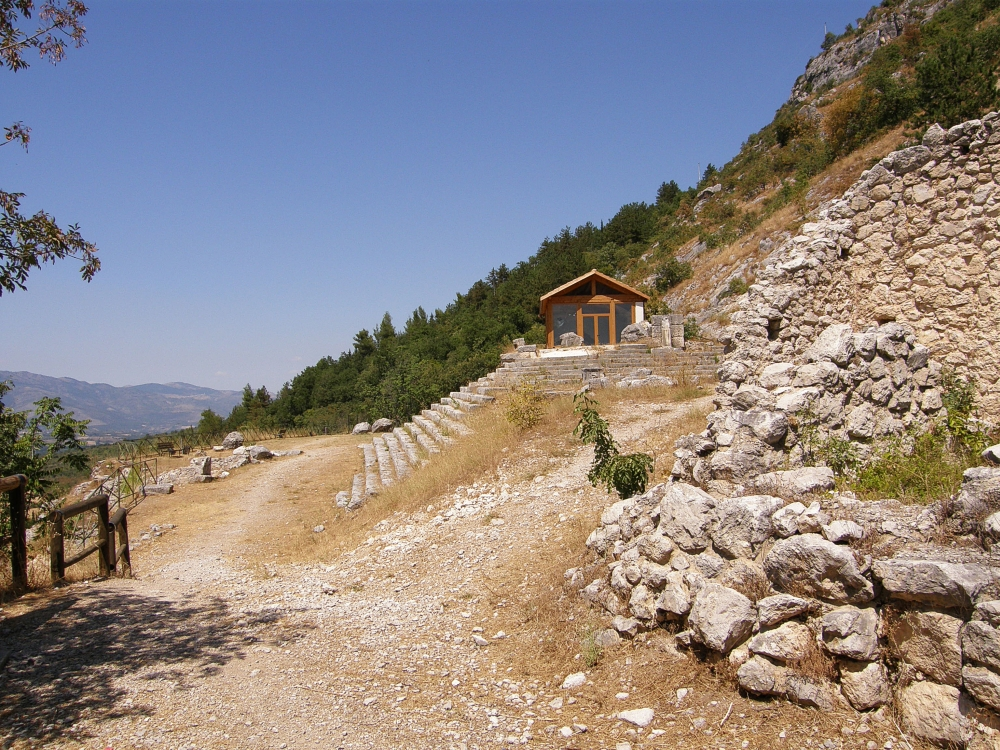
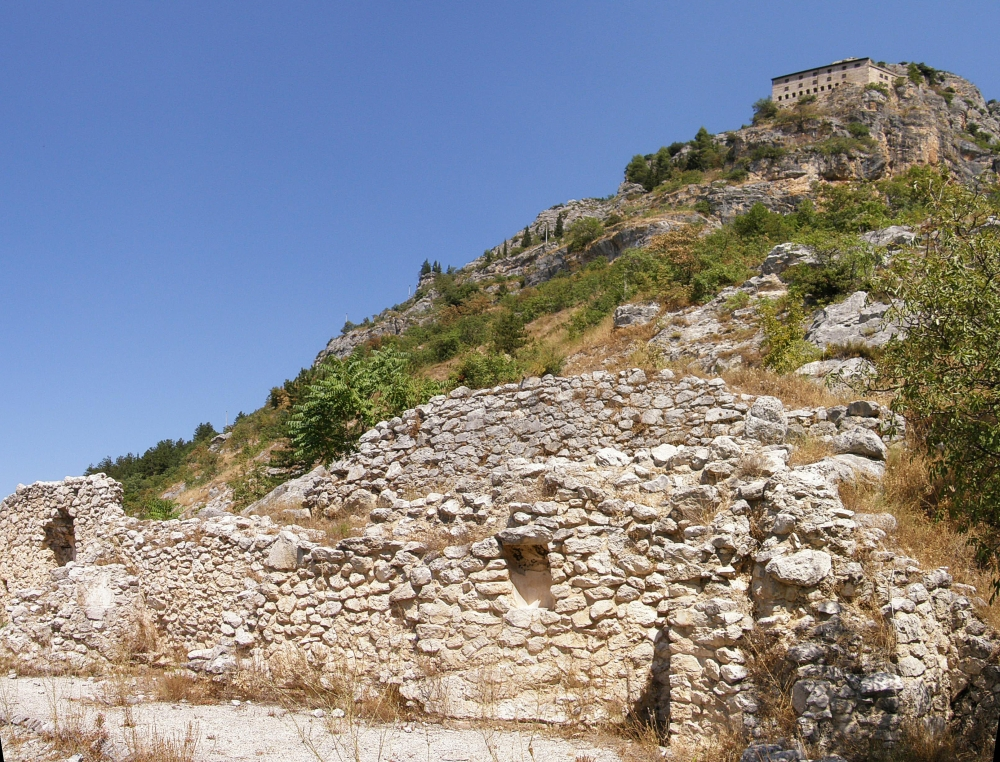
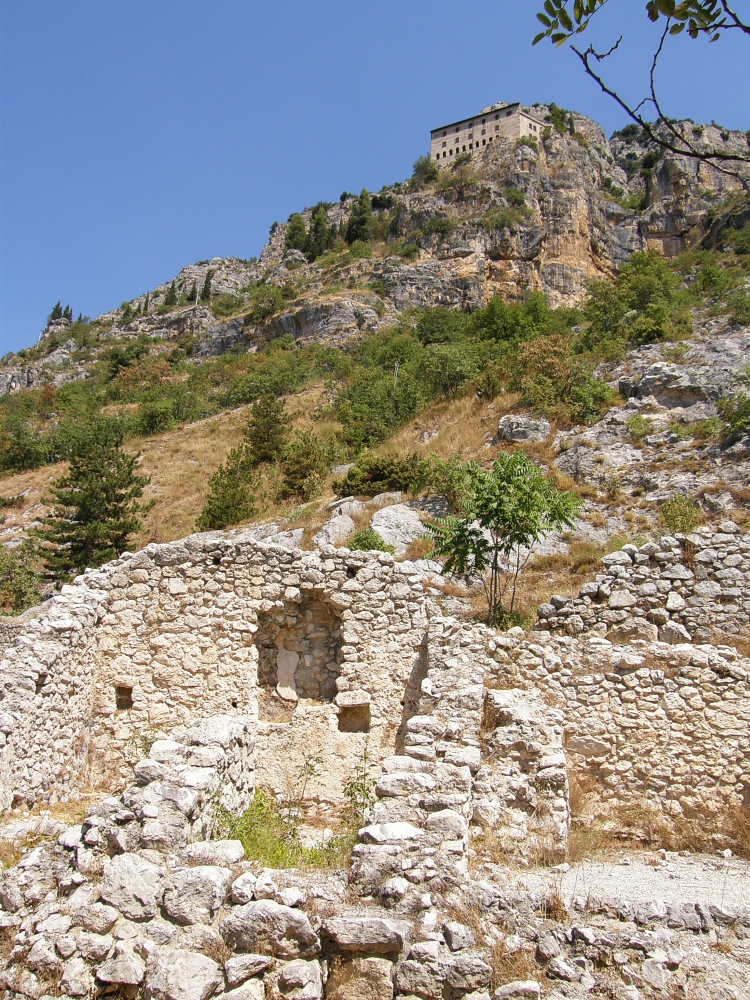